# Route nationale 13 (France)
Pour les articles homonymes, voir N13 et Route nationale 13.
La route nationale 13 ou RN 13 est l’une des principales routes nationales de France rayonnant au départ de Paris. Elle relie la capitale de la France à Cherbourg en passant par Évreux, Lisieux et Caen. C’est l’une des quatre grandes routes qui relient Paris à la Normandie, avec les nationales 12 (Paris – Dreux – Verneuil-sur-Avre – Mortagne-au-Perche – Alençon – Mayenne – Fougères – Rennes), 14 (Paris – Rouen – Le Havre) et 15 (Paris – Dieppe).

## Description de la route

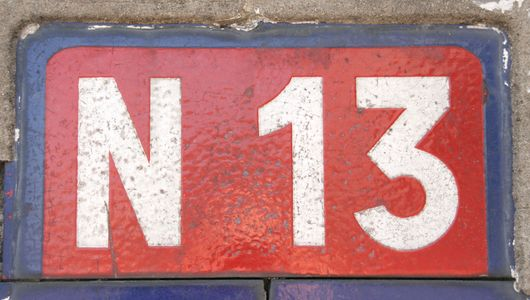
Cartouche de la N 13

D’une longueur de 338 km, la nationale 13 va de Paris à Cherbourg via Mantes-la-Jolie, Évreux, Lisieux et Caen. Jusqu'à Caen, elle est doublée par l’autoroute de Normandie (A 13) qui lui a retiré une grande partie de son trafic, bien que le tracé de l’autoroute soit infléchi vers le nord pour desservir l’agglomération rouennaise.
Dans la traversée des Yvelines, elle a été presque totalement déclassée en route départementale 113, hormis un tronçon assurant la jonction entre les RN 184 et RN 186 à Saint-Germain-en-Laye. Ce déclassement était effectif depuis longtemps sur le parcours Orgeval – Mantes-la-Jolie - tronçon dénommé route de quarante sous - lorsque la vague de déclassements de 2006 y reversa la section de Mantes-la-Jolie à Chaufour-lès-Bonnières. Avant les années 1950, d’ailleurs, la section Orgeval – Mantes-la-Jolie faisait partie de la route nationale 190, la route nationale 13 longeant alors la Seine via Meulan. Dans les années 1950, on échangea les numéros de ces deux tronçons.
En avril 2006, dans le Calvados jusqu'à Caen, la route a été déclassée en départementale 613.
Début 2007, la route est également déclassée dans l'Eure à l'ouest de Parville sous le même numéro.

## Itinéraire

### Paris - La Défense

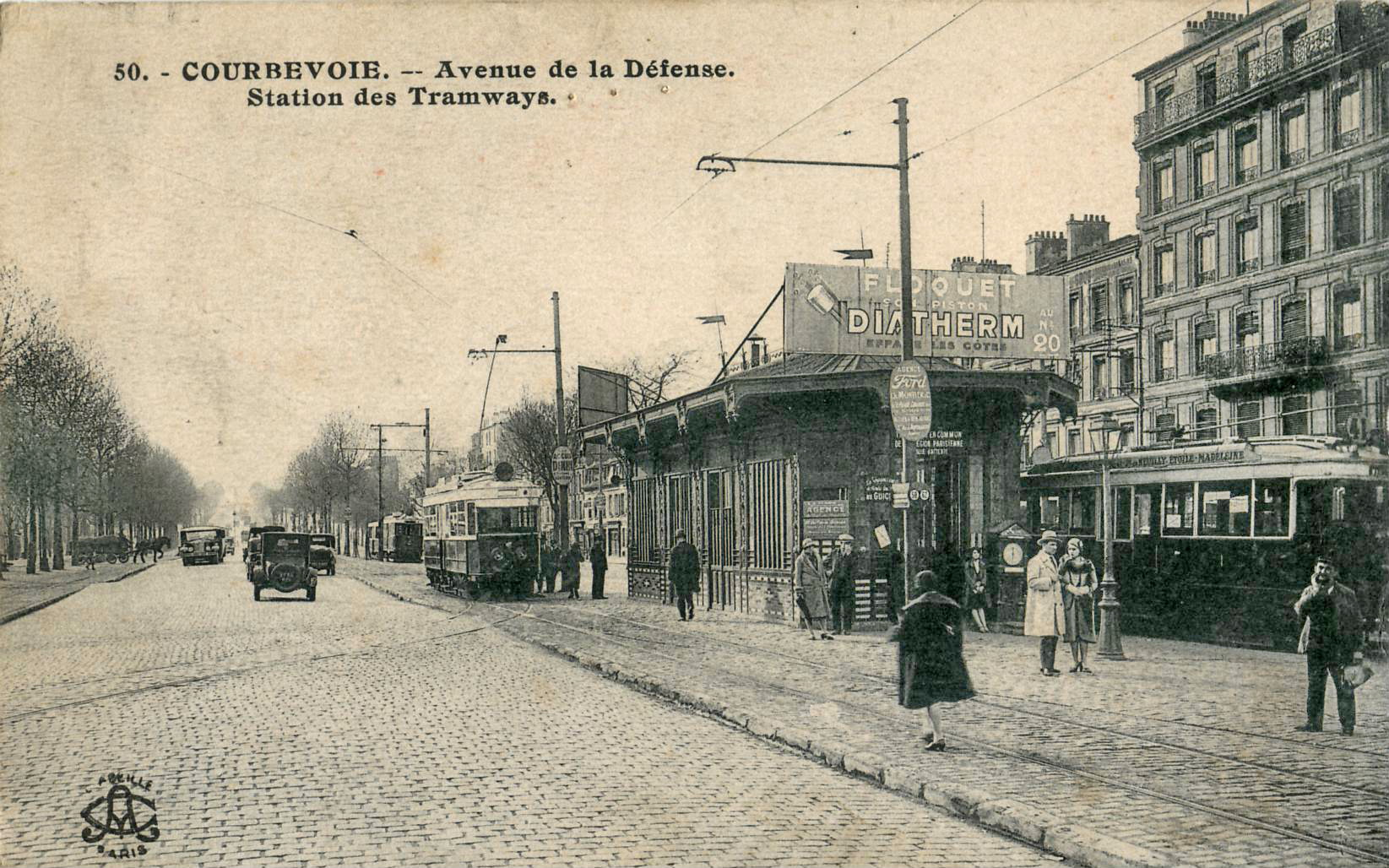
La RN 13 à Courbevoie, au temps des tramways de la STCRP

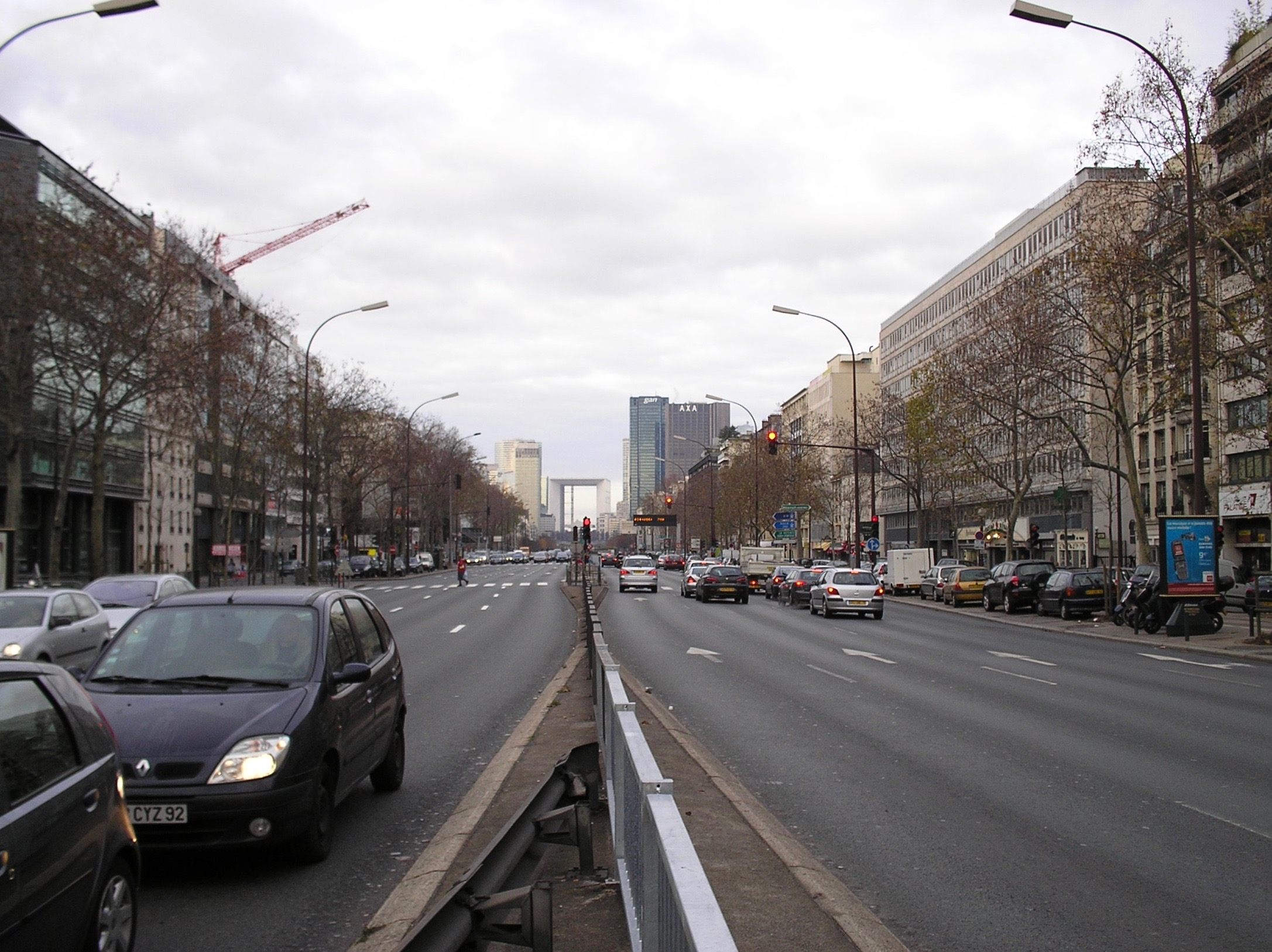
La route nationale 13 à Neuilly-sur-Seine en 2006

La nationale 13 part de la Porte Maillot à Paris et prolonge l'axe historique parisien qui s'étend de l'ancien palais des Tuileries à la Porte Maillot et réunit l'avenue des Champs-Élysées, la place Charles-de-Gaulle et l'avenue de la Grande-Armée.
Entre la Porte Maillot et le pont de Neuilly, elle traverse la ville de Neuilly-sur-Seine où elle prend le nom d'avenue Charles-de-Gaulle, anciennement avenue de Neuilly. Elle constitue l'un des segments de l'axe majeur qui relie Paris et La Défense et reçoit un flux automobile quotidien de 160 000 véhicules.
Elle est partiellement enfouie, à la sortie de Neuilly-sur-Seine, sur une longueur de 440 m, depuis l'achèvement de la couverture Madrid en 1992. La couverture du segment principal, long de 1 400 m fait l'objet d'un débat depuis 2006.
Par arrêté du préfet des Hauts-de-Seine en date du 20 janvier 2017, publié le 25 au recueil des actes administratifs, à Neuilly-sur-Seine, les contre-allées ont été déclassées et transférées dans le domaine public routier communal, les voies centrales restant dans le domaine public de l'État.
Dans le secteur de La Défense, son tracé originel a disparu, l'actuel étant constitué par le boulevard circulaire de la Défense sur les communes de Puteaux et Courbevoie.

### Nanterre - Mantes
Au début des années 2000, elle a été déclassée dans les domaines routiers des conseils départementaux des Hauts-de-Seine (D913) et des Yvelines (D113). Ces voies bifurquent vers Saint-Germain-en-Laye via Rueil-Malmaison et Bougival en longeant la rive gauche de la Seine. La D913 passe à proximité du Château de la Malmaison, demeure de l'impératrice Joséphine.
Seule la déviation à 2×2 voies est conservée dans le domaine public routier de l'État et forme le contournement de la ville de Saint-Germain-en-Laye en empruntant le vallon du ru de Buzot aujourd’hui enterré. De Saint-Germain-en-Laye à Mantes-la-Jolie, elle constitue la route de quarante sous, dont une partie, entre Orgeval et Mantes, est déclassée en route départementale D113. À Orgeval, elle rejoint les autoroutes A13 et A14.
Localités traversées
- Nanterre
- Saint-Germain-en-Laye
- Mantes-la-Jolie

### Mantes - Évreux

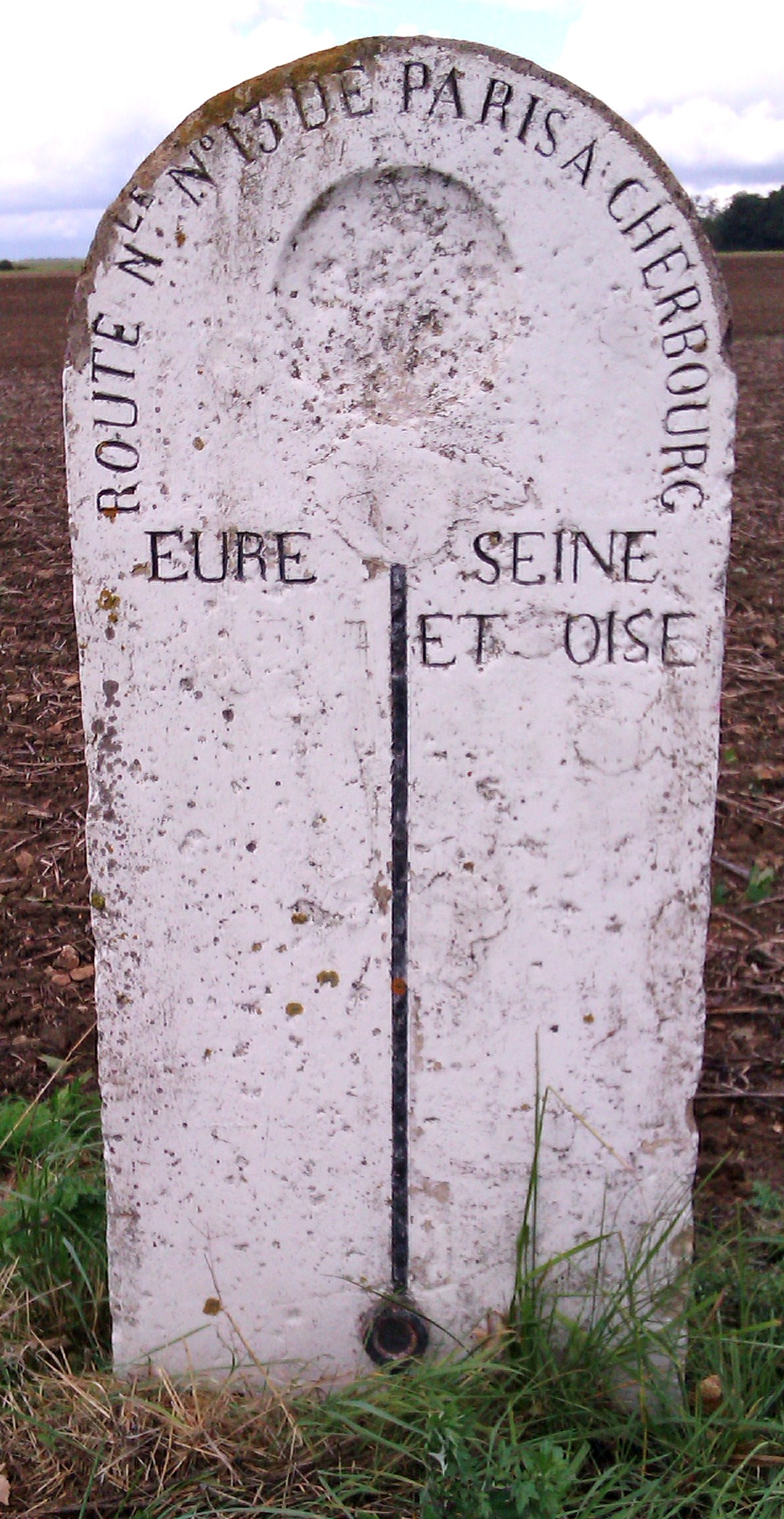
Borne marquant la sortie de l'Île-de-France

À la sortie de Mantes, la nationale 13, aujourd'hui déclassée en départementale 113, longe la Seine jusqu'à Bonnières-sur-Seine qu’elle atteint en passant par la côte de Rolleboise. À la sortie de Bonnières, se trouve la bifurcation avec la route nationale 15 (anciennement RN 182, puis RN 13BIS) qui suit la Seine en direction de Rouen et du Havre, tandis que le tracé de la RN 13 s’oriente plein ouest vers Évreux. Après le franchissement de l’autoroute A13 à Chaufour-lès-Bonnières, son tracé est quasi rectiligne, s’infléchissant seulement lors du contournement de Pacy-sur-Eure au franchissement de la vallée de l’Eure. Le décret du 5 décembre 2005 maintient dans le réseau national le tracé entre le franchissement de l'A13 et Parville, via la future déviation d'Évreux et celle de Parville.
La déviation d'Évreux n'existe actuellement que de manière partielle, entre l'échangeur avec la RN 154 à l'Est (encore incomplet début 2007) près de la nouvelle zone d'activités du Long Buisson et le départ de l'ancienne RN 154 vers Nonancourt au niveau du quartier de La Madeleine. Cette route est numérotée actuellement RN 1013. Le complètement de cette rocade vers Parville est encore en projet et ne devrait pas voir le jour avant plusieurs années. La déviation de Parville est en cours de réalisation (échéance : 2026).
Localités traversées
- Rosny-sur-Seine
- Rolleboise
- Freneuse
- Bonnières-sur-Seine
- Jeufosse
- Chaufour-lès-Bonnières
- Pacy-sur-Eure
- Évreux

### Évreux - Lisieux (D613 à partir deParvilleet dans le Calvados depuis 2006)
La RN 13 est formée de longue lignes droites traversant des plateaux céréaliers, à l’écart des villages, le seul point singulier étant la traversée de la vallée de la Risle à La Rivière-Thibouville, localité contournée par la route.
Localités traversées
- Parville
- Sainte-Colombe-la-Commanderie
- Écardenville-la-Campagne
- (La Rivière-Thibouville)
- Nassandres sur Risle  Site inscrit sur une partie de la traversée (1947) [6]
- Boisney
- Duranville
- Thiberville
- L'Hôtellerie

### Traversée de Lisieux
Avant la mise en place de la rocade, il fallait traverser Lisieux par le centre en empruntant :
- l'actuelle D406 ;
- la route de Paris ;
- la rue de Paris puis l'avenue Jeanne-d'Arc (RD579) ;
- le boulevard Sainte-Anne (N13) ;
- l'avenue du 6-Juin et la route de Caen.

Antérieurement, on traversait complètement le centre en empruntant la rue de Paris puis la rue Henry-Chéron et l'avenue du 6-Juin.

### Lisieux - Caen (D613 depuis avril 2006)
Le tracé est plus tortueux et traverse de nombreux villages. Il rejoint celui de l’autoroute de Normandie (A13) à l'entrée de Caen à hauteur de Mondeville. La traversée de Caen peut être évitée grâce au boulevard périphérique de Caen.
Le barreau autoroutier A813 a ouvert en janvier 2012 entre l'A13 et la RD613, à hauteur de Frénouville. Cette section est prolongée par un autre axe routier jusqu'à l'A88 et au-delà vers la RD 562 pour former le contournement sud de Caen.
Localités traversées
- La Boissière
- La Houblonnière
- Notre-Dame-de-Livaye
- Mézidon Vallée d'Auge
- Moult-Chicheboville
- Vimont
- Frénouville

### Caen (D613)
Historiquement, la RN 13 était un des axes les plus importants de la ville de Caen. Elle traversait la ville du sud-est ou nord-ouest :
- rue d'Auge,
- rue et pont de Vaucelles,
- place du 36e RI,
- rue Saint-Jean,
- place et rue Saint-Pierre,
- place Malherbe,
- rue Ecuyère,
- place Fontette,
- rue Guillaume le Conquérant,
- rue des Anciennes boucheries,
- rue de Bayeux.

Puis le tracé fut modifié. Il correspond à l'actuelle D613. Avant la construction du boulevard périphérique de Caen, il fallait pour aller de Paris à Cherbourg emprunter une partie des boulevards extérieurs de Caen :   
- avenue Pierre Mendès France à Mondeville,
- avenue de Paris,
- place de la Demi-Lune,
- boulevard Leroy,
- boulevard du Maréchal Lyautey,
- chemin de la Cavée,
- boulevard des Baladas,
- boulevard Yves Guillou,
- boulevard André Detolle,
- rue de Bayeux,
- rue du Général Moulin,
- route de Bayeux (D9a).

### Caen - Cherbourg-en-Cotentin

#### Situation actuelle

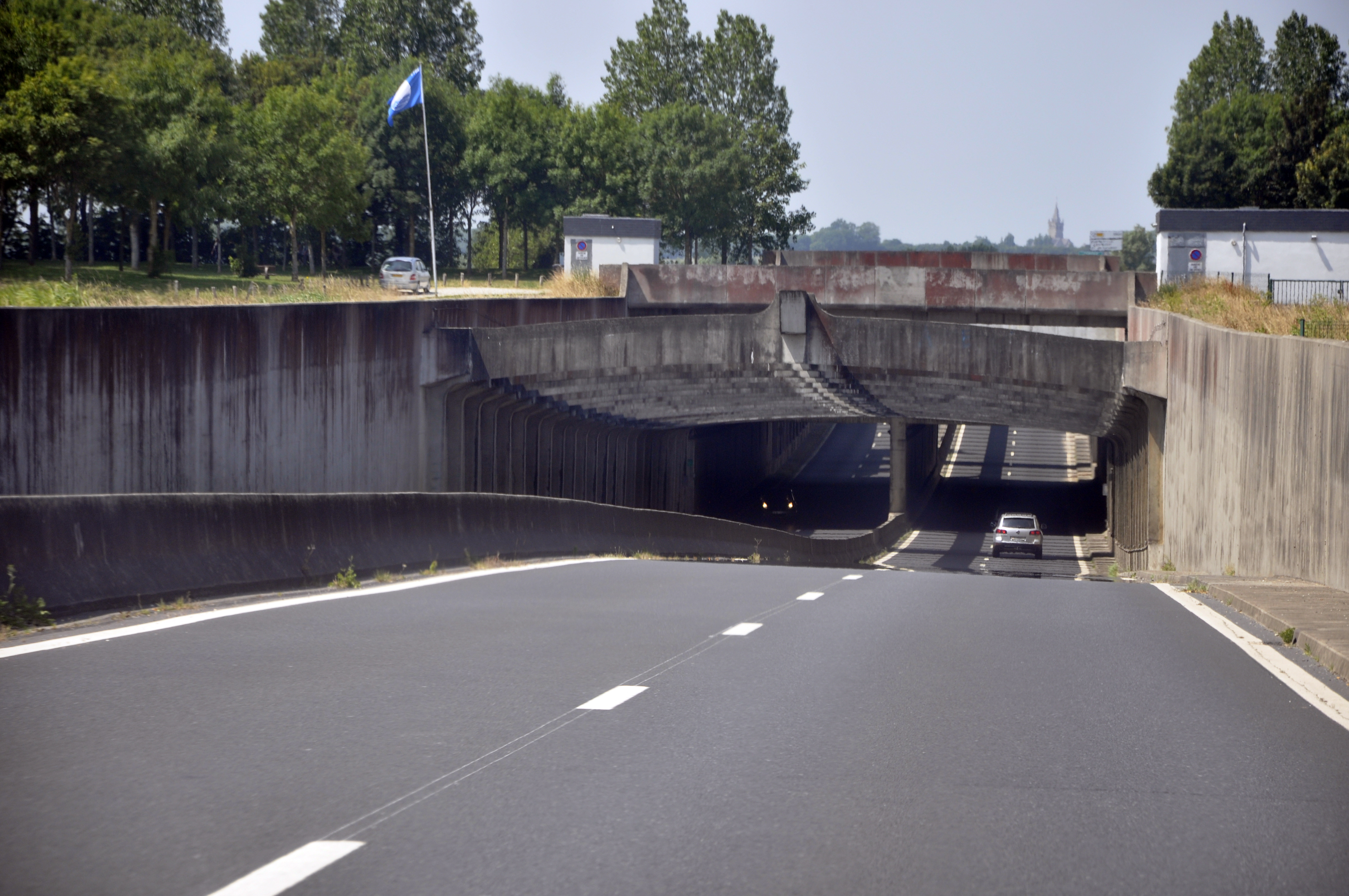
Pont-canal de Carentan.

La nationale 13 est aménagée en forme de voie express à 2 × 2 voies et se rapproche du littoral de la Manche. Elle passe par Bayeux, Isigny-sur-Mer, Carentan-les-Marais, Sainte-Mère-Église et Valognes, traversant notamment le parc naturel régional des Marais du Cotentin et du Bessin.
Sur la section Caen – Carentan-les-Marais, elle porte également le nom de E46.
À Carentan-les-Marais, elle est rejointe par la voie express RN 174 E3 et porte donc en plus le nom de E3.

#### Localités traversées (avant mise en voie express)
- Thue et Mue
- Moulins-en-Bessin
- Loucelles[8]
- Saint-Martin-des-Entrées
- Bayeux
- Vaucelles
- Tour-en-Bessin
- Mosles
- Longueville
- La Cambe
- Osmanville
- Isigny-sur-Mer
- Carentan-les-Marais
  - Les Veys
  - Catz
  - Saint-Hilaire-Petitville
- Blosville
- Sainte-Mère-Église
- Montebourg
- Valognes
- Saint-Joseph
- Cherbourg-en-Cotentin

#### Parcours
Seule la section de la RN 13 entre Bayeux et Carentan est aux normes autoroutières.
- Échangeur entre N13 et N814 (Boulevard périphérique de Caen) :
  - N814 Périphérique Nord : CHU, CHR, Ouistreham, Car Ferry
  - N814 Périphérique Sud :  Paris, Caen-Centre, Bretteville-sur-Odon, Vire
- Périphérie de Caen.
- 32 D220 : Carpiquet, Authie, Tilly-sur-Seulles, Aéroport Carpiquet, Centre commercial
- 33 D613 (trois-quarts d'échangeur, sens Caen-Cherbourg et vers Caen) : Rots, Bretteville-l'Orgueilleuse, Centre commercial
- Fin de périphérie de Caen.
- 34 D217 : Putot-en-Bessin, Secqueville-en-Bessin
- 35 D158B : Loucelles, Sainte-Croix-Grand-Tonne
- 36 D613 : Bayeux-Est, Arromanches, Port-en-Bessin-Huppain, Creully, Courseulles-sur-Mer, Zone d'activités de Bayeux Intercom
- 37 D572 : Bayeux-Centre Historique, Balleroy, Saint-Lô
- 37.1 D5 : Le Molay-Littry
- 38 D613 (Échangeur de Cussy) : Vaucelles, Tour-en-Bessin, Mosles, Bayeux-Ouest, Port-en-Bessin-Huppain
- 39 D30 : Trévières, Formigny, Saint-Laurent-sur-Mer, Colleville-sur-Mer, Vierville-sur-Mer, Omaha Beach
- 40 D113 : La Cambe, Vouilly, Grandcamp-Maisy, Saint-Pierre-du-Mont, Longueville, La pointe du Hoc
- 41 D124 : Osmanville, Saint-Germain-du-Pert, Grandcamp-Maisy, La pointe du Hoc
- 41.1 D197A (quart-d'échangeur, depuis Caen) : Isigny-sur-Mer-Le Port, D Day - Le Choc
- 42 D5 : Isigny-sur-Mer-Centre, Balleroy, Saint-Lô, Le Molay-Littry
- Aire de service de Cantepie (dans les deux sens)
- Échangeur entre RN174 et RN13 : Rennes, Le Mont-Saint-Michel, Saint-Lô, Saint-Jean-de-Daye
- 43 D974 : Saint-Hilaire-Petitville, Carentan-les-Marais
- Pont sur  La Taute.
- Passage dans un tunnel.
- Tunnel sous  le canal de Carentan (Pont-canal).
- Fin de passage dans un tunnel.
- 44 D971 : Carentan-les-Marais, Coutances, Barneville-Carteret, ZI de Carentan
- 45 D913 : Saint-Côme-du-Mont, Saint-Marie-du-Mont, Utah Beach
- Rappel
- 46 D70 : Blosville, Hiesville, Houesville, Chef-du-Pont, Pont-l'Abbé, Picauville,Utah Beach
- 47 D67 (Fauville) : Sainte-Mère-Église
- 48 C2 : Neuville-au-Plain, Fresville, Sainte-Mère-Église
- Intersection de la D214 : Fresville ; Émondeville
- 49 D69 : Écausseville, Émondeville, Joganville
- 50 D974 : Montebourg, Quinéville, Quettehou, Saint-Cyr-Bocage
- Intersection : Le Mesnil ; Armanville, Hameau Lesdos
- Intersection de la D520 : Huberville, Cussy, Chanteloup
- 51 D2 & D974 : Valognes, Coutances, Quettehou, Maupertus-sur-Mer, Saint-Sauveur-le-Vicomte
- 51.1 D902 (depuis et vers Caen) : Valognes, Bricquebec, Barneville-Carteret
- 52 D62 : Sottevast, Zone d'activités d'Armanville
- 52.1 D974 (depuis et vers Cherbourg) : Valognes
- Intersection de la D346 : Froide Rue
- Intersection : La Chasse au Clair ; Carrefour au Diable
- 53 D146 : Saint-Joseph, Rocheville
- Intersection : Hameau Les Roques, Grand Vivier
- Intersection : La Capellerie, Saint-Thomas, Les Callouets, Fontaines des Landes ; La Rade
- Intersection : Les Callouets
- Intersection de la D262 : Verte Close
- Intersection : La Mare de Brix
- 54 D119 : Brix, Sottevast, Rufosses
- Intersection : Le Pont d'Aumaille ; Le Mont Hébert
- 55 D56 : Saint-Martin-le-Gréard, Flamanville, La Hague, Delasse +
- Jusqu'à Cherbourg : traversée de nombreux lieux-dits
- Traversée du lieu-dit Hameau du Haut (commune de Brix).   Rappel
- Intersection : Hameau du Haut, L'Eau Gallot ; La Brûlette
- Fin de traversée du lieu-dit Hameau du Haut.
- Traversée du lieu-dit Blanchuquet (commune de Tollevast).   Rappel
- 55.1 (demi-échangeur, sens Cherbourg-Caen) : Blanchuquet, La Rocambole, Les Landes
- Fin de traversée du lieu-dit Blanchuquet.
- 55.2 (demi-échangeur, depuis et vers Caen) : Tollevast
- Traversée du lieu-dit Maison-Bertrand (commune de Tollevast).   Rappel
- Fin de traversée du lieu-dit Maison-Bertrand.
- Fin de 2x2 voies.
- Avant giratoire.
- Carrefour giratoire entre N13, D352 et N2013 : Rond-point André Malraux - Début de la Rocade de Cherbourg-en-Cotentin
  - N2013 :  Cherbourg-Octeville, La Glacerie-Centre, Normandie 1944 - Objectif un Port, Car Ferry. Il s'agit de la pénétrante principale de Cherbourg.
  - D352 : La Glacerie-Village de la Verrerie, Tollevast, Martinvast, La Banque à Genêts
- Axe Nord-Sud
- Pente à 7 % sur 2 km
- 56 D121 : La Glacerie-Village de l'Église, Les Brulins, Hameau Quévillon
- Voie de détresse sens Sud-Nord
- Avant giratoire
- Carrefour giratoire entre D901, Boulevard du Cotentin et Avenue des Prairies : Rond-point de Penesme : 
  - D901 : Cherbourg-Octeville, Sauxmarais-Zone d'Activités
  - Boulevard du Cotentin :  (Interdit aux Poids Lourds de + de 3,5 t) : Tourlaville-Place, Pont Marais, Le Becquet, Lande Saint-Gabriel, Espace de Loisirs de Collignon, Pôle Emploi
  - Avenue des Prairies :  (Interdit aux Poids Lourds de + de 3,5 t) : Tourlaville-Centre, Salle de l'Europe
- Déviation Est de Tourlaville
- 57 D63 (trois-quarts d'échangeur, sens Sud-Nord et vers le Sud) : La Glacerie-Village de la Verrerie, L'Églantine, Brequecal, Château des Ravalet
- 58 D901 : Digosville, Saint-Pierre-Église, Aéroport de Cherbourg - Maupertus, Cimetière de Tourlaville
- Pente à 6 % sur 1500 m
- Voie de détresse sens Sud-Nord
- 59 D116 : Tourlaville, Bretteville-en-Saire, Le Becquet, Espace de Loisirs de Collignon
- Avant réduction à 1 voie, à 400 m
- Réduction à 1 voie
- Avant giratoire
- Carrefour giratoire entre Boulevard de la Manche et Boulevard de Collignon : Rond-point des Flamands :
  - Boulevard de la Manche :  (Interdits aux Poids Lourds de + de 3,5 t) : Tourlaville-Centre
  - Boulevard de Collignon : Port des Flamands, Collignon, Zone de mareyage Intechmer
- Barreau des Flamands
- Réduction à 1 voie
- Avant giratoire, entrée dans Cherbourg-en-Cotentin.
- Carrefour giratoire entre Voie Portuaire, Rue Aristide Briand et Rue du Fort des Flamands : Rond-point de la Pyrotechnie :
  - Voie Portuaire :   Cherbourg-Centre, Car Ferries, Port de Cherbourg
  - Rue Aristide Briand : Tourlaville-Centre
  - Rue du Fort des Flamands : Zone Produimer, Saumon de France
  - Hangar 4

Fin de la N 13 et de la rocade de Cherbourg.

## Projets et chantiers

### Court Terme
Le tronçon entre Carpiquet (échangeur RN 814 (boulevard périphérique de Caen)) et Bayeux (sortie 36 - D613) sera mis aux normes autoroutières :
- Création de la Bande d’Arrêt d’Urgence - BAU => Le chantier est découpé par section, elle sera réalisée lors de la réflexion de la chaussée (Fin prévue avant 2030). Actuellement environ 25 % de ce tronçon possède la BAU ;
- Finalisation d’un mur central de séparateur de chaussée => Dernière section (Entre la sortie 35 - D158B et la sortie 36 - D613). À ce jour, elle est en cours de chantier (la fin est prévue pour le mois de janvier 2024).

Le tronçon entre Valognes (sortie 51.1 - D902) et Cherbourg-en-Cotentin (carrefour giratoire André-Malraux - début de la rocade de Cherbourg-en-Cotentin) a fait l’objet d’une enquête publique qui vise la sécurisation de la RN 13 et la mise aux normes autoroutières. :
- Création des routes alternatives pour les véhicules lents (tracteurs, cyclomoteurs, véhicules sans permis), actuellement ces véhicules lents roulent sur ce tronçon de la RN 13 ;
- Modification de la trajectoire afin de supprimer les traversées des hameaux (ripages) ;
- Suppression des intersections à niveau ;
- Suppression des « arrêt minute » au bord de la RN 13 ;
- Création et modification des échangeurs routiers ;
- Création de la bande d’arrêt d’urgence - BAU ;
- Modification des panneaux indicateurs (mise en conformité des normes autoroutières) ;
- Création des aires de repos.

Ce projet est piloté par le préfet de la région Normandie (représentant de l’État et du ministère des Transports) en lien avec la DIRNO, la DREAL de Normandie, le conseil régional de Normandie, le conseil départemental de la Manche et la communauté d’agglomération du Cotentin. Les travaux sont en cours de préparation pour un chantier de grand envergure. La livraison est prévue avant 2030.

### Moyen terme
Les deux projets suivants seront réalisés après 2035 selon la politique :
- Création d’une deux fois deux voies entre l’autoroute A13 (Chauffour-les-Bonnières) et Évreux ;
- Création de la bande d’arrêt d’urgence - BAU  pour trois tronçons entre Caen et Cherbourg-en-Cotentin :
  - Tronçon entre Bayeux (sortie 38 - D613 (échangeur de Cussy)) et La Cambe (sortie 40 - D113) ;
  - Tronçon entre Isigny-sur-Mer (sortie 41.1 - D197A) et le fleuve Vire (limite des départements du Calvados et de la Manche) ;
  - Tronçon entre Carentan (sortie 43 - D974) et Valognes (sortie 51.1 - D902).

### Long terme
Les projets qui font l’objet d’une concertation préalable à une utilité publique ou qui sont en état ébauche :
- Élargissement des voies (passage vers deux fois trois voies) entre Carpiquet (échangeur RN814 (boulevard périphérique de Caen)) et Bayeux (sortie 38 - D613 (échangeur de Cussy)) ;
- Création des aires de services et de repos entre Caen et Cherbourg-en-Cotentin ;
- Mises aux normes autoroutières (passage de la RN13 en A13) entre Caen et Cherbourg-en-Cotentin.